# Maria Josefa Karolina Brader
Maria Josefa Karolina Brader, F.M.I., řeholním jménem Maria Caridad od Ducha svatého (15. srpna 1860 Kaltbrunn – 27. února 1943 Pasto) byla švýcarská římskokatolická řeholnice, působící v Ekvádoru a v Kolumbii, zakladatelka a členka kongregace Františkánských sester Panny Marie Neposkvrněné. Katolická církev ji uctívá jako blahoslavenou.

## Život
Narodila se dne 15. srpna 1860 v Kaltbrunnu v kantonu St. Gallen jako jediné dítě Josepha Sebastiana Bradera a Karoliny Zahner. Pokřtěna byla 16. srpna 1860. Její otec emigroval do Ameriky, kam měl v úmyslu později přivést i svoji rodinu, avšak přestal se hlásit a od roku 1888 byl nezvěstným.
Byla inteligentním dítětem, které vynikalo ve studiu na škole v Kaltbrunnu, kde se jí dostalo dobrého vzdělání, které se jí matka snažila poskytnout. Poté se vzdělávala u řeholních sester v Altstättenu. Přes své nadání se rozhodla nepokračovat v dalším studiu, aby vyhověla svému povolání k řeholnímu životu. 1. října 1880 vstoupila do kláštera III. františkánského řádu v Maria Hilf v Altstättenu. Dne 1. března 1881 přijala řeholní hábit a přijala nové řeholní jméno. Dne 22. srpna 1882 složila své doživotní řeholní sliby. Její matka zprvu chtěla, aby zůstala doma protože byla jejím jediným dítětem, ale později ustoupila.
Po složení slibů pracovala jako učitelka. Dobrovolně se přihlásila jako jedna z prvních šesti misionářek, vyslaných do Chone v Ekvádoru v roce 1888. Sv. Maria Bernarda Bütler byla vedoucí této misijní skupiny, se kterou odcestovala 19. června 1888 a tentýž měsíc dorazila do Ekvádoru. Zde působila jako katechetka a učitelka dětí do roku 1893, kdy byla svými přestavenými poslána do Tùquerres v Kolumbii, kde taktéž vyučovala.
Dne 31. března 1893 založila s podporou německého kněze Reinalda Herbranda ženskou řeholní kongregaci Františkánských sester Panny Marie Neposkvrněné, do které následně sama přestoupila a téhož roku stala se její první generální představenou, kterou byla do roku 1919 a poté znovu v letech 1928–1940, kdy se zřekla možnosti znovuzvolení.
Zemřela dne 27. února 1943 v Pastu. Její pohřeb se konal 2. března téhož roku. Její ostatky jsou uchovávány v Pastu.

## Úcta
Její beatifikační proces započal dne 24. října 1985, čímž obdržela titul služebnice Boží. Dne 28. června 1999 ji papež sv. Jan Pavel II. podepsáním dekretu o jejích hrdinských ctnostech prohlásil za ctihodnou.
Blahořečena pak byla dne 23. března 2003 na Svatopetrském náměstí papežem sv. Janem Pavlem II.
Její památka je připomínána 27. února. Bývá zobrazována v řeholním oděvu. Je patronkou jí založené kongregace.